# Структура морської піхоти України

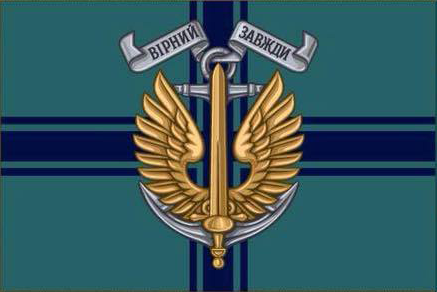

Морська піхота України підпорядкована Командуванню морської піхоти, що є структурним підрозділом командування Військово-морських сил ЗСУ.

## Поточна структура
- Командування морської піхоти (А2022, м. Миколаїв)
  - 241-й навчальний центр морської піхоти (А2407, с. Раденськ)
  - Школа морського піхотинця (м. Миколаїв)
  - Центр комплектування та рекрутингу морської піхоти (м. Миколаїв)
  - 80-й окремий батальйон управління морської піхоти
  - 414-та окрема бригада ударних безпілотних авіаційних систем

- 30-й корпус морської піхоти[1]
  - 34-та окрема бригада берегової оборони (м. Херсон)
  - 35-та окрема бригада морської піхоти
    - 18-й окремий батальйон морської піхоти (А4210, смт. Сарата, Одеська область)
    - 88-й окремий батальйон морської піхоти (А2613, м. Болград, Одеська область)
    - 137-й окремий батальйон морської піхоти (А3821, с. Дачне-2, Одеська область)

  - 36-та окрема бригада морської піхоти імені контр-адмірала Михайла Білинського
    - 1-й окремий батальйон морської піхоти (А2777 / А2272, м. Миколаїв)
    - 501-й окремий батальйон морської піхоти (А1965 / А0669, м. Бердянськ, Запорізька область)

  - 37-ма окрема бригада морської піхоти (м. Чорноморськ, Одеська область)
    - 505-й окремий батальйон морської піхоти[2]

  - 38-ма окрема бригада морської піхоти[3]
    - 503-й окремий батальйон морської піхоти[4]

  - 39-та окрема бригада берегової оборони (А7382, м. Одеса)
  - 40-ва окрема бригада берегової оборони
  - 32-га артилерійська бригада (А1325, с. Алтестове, Одеська область)
  - 406-та окрема артилерійська бригада імені генерал-хорунжого Олексія Алмазова
    - 64-й окремий гарматний артилерійський дивізіон (А4217, м. Білгород-Дністровський, Одеська область)[5]
    - окремий гарматний артилерійський дивізіон (А3687, с. Дачне, Одеська область)[5]
    - окремий гарматний артилерійський дивізіон (А2611, м. Бердянськ, Запорізька область)[5]
    - окремий артилерійський дивізіон (А1804, м. Очаків, Миколаївська область)[5]

  - 140-й окремий розвідувальний батальйон (А0878, м. Скадовськ, Херсонська область)
  - 7-й окремий зенітний ракетний дивізіон (А0350, м. Очаків, Миколаївська область)[5]
  - 15 окремий полк підтримки морської піхоти[6]

## Історія змін

### 1992
Сформовані:
- 880-й окремий батальйон морської піхоти, 22 лютого 1992 р. присяга українському народу. Командир В. Рожманов.[джерело?]

### 1993
Сформовані:
- 27-й окремий батальйон морської піхоти, 1 липня 1993 р., с. Тилове.[джерело?]
- 41-й окремий батальйон морської піхоти, 1 липня 1993 р., м. Феодосія. Командир майор О. Косач.[джерело?]
- 4-та окрема бригада морської піхоти, 20 вересня 1993 р., м. Феодосія-13. Командир полковник В. Волошин.[джерело?]

### 1996
Розформовані:
- 4-та окрема бригада морської піхоти[джерело?]

Створені:
- 1-ша окрема бригада морської піхоти НГУ, м. Феодосія-13. Командир полковник  І. Остапенко.[джерело?]

### 1997
Створені:
- 1-й окремий батальйон морської піхоти, 09.09.1997, м. Севастополь.[джерело?]

### 2001
Сформовані:
- 2-й окремий батальйон морської піхоти (в/ч А3303, А5202, смт. Краснокам'янка, Феодосія-13).[джерело?]

### 2003
Розформовані:
- 1-й окремий батальйон морської піхоти (в/ч А2272, м. Феодосія).[джерело?]
- десантно-штурмовий батальйон (в/ч А4214, смт. Щебетовка).[джерело?]

### 2004
Розформовані:
- 1-ша окрема бригада морської піхоти (в/ч А3286, смт. Краснокам'янка, Феодосія-13).[джерело?]
- 2-й окремий батальйон морської піхоти (в/ч А3303, А5202, смт. Краснокам'янка, Феодосія-13).[джерело?]

### 2013
| Назва підрозділу                             | Рік створення     | Місце дислокації | командир |
| 1-й окремий батальйон морської піхоти ВМСУ   | 1 липня 1993 р.   | м. Феодосія      | Підполковник С. Стешенко (2008); Майор О. Конотопенко (2010); Підполковник Д. Делятинський (16.08.2012 - 2014) |
| 501-й окремий батальйон морської піхоти ВМСУ | 26 грудня 2013 р. | м. Керч          | Підполковник О. Саєнко (26.12.2013 – 20.03.2014).                                                              |

### 2014
| Назва підрозділу                                           | Рік створення                          | Місце дислокації | командир                                                       |
| 1-й окремий батальйон морської піхоти ВМСУ                 | 1 липня 1993 р.                        | м. Миколаїв      | Підполковник Д. Делятинський (16.08.2012 - 2014)               |
| 501-й окремий батальйон морської піхоти ВМСУ               | 26 грудня 2013 р.                      | м. Одеса         | В.о. О. Никифоров (з 20.03.2014); В.о. Р. Маланчук (2014-2015) |
| Зведений батальйон морської піхоти ВМСУ (з 1-го та 501-го) | 04.-06. 2014 р.                        | м. Одеса         |                                                                |
| Добровольчий батальйон морської піхоти «Чорне море» ВМСУ   | 16.09.2014 р.                          | м. Херсон        |                                                                |
| 1-ша бригада морської піхоти ім. К. Ольшанського ВМСУ      | Літо 2014 р. (11.2014) – 15.07.2015 р. | м. Миколаїв      | Підполковник Д. Делятинський                                   |
| 1-й окремий батальйон морської піхоти ВМСУ                 |                                        | м. Миколаїв      |                                                                |
| 501-й окремий батальйон морської піхоти ВМСУ               |                                        | м. Миколаїв      |                                                                |

### 2015
| Назва підрозділу                                                         | Рік створення                                        | Місце дислокації                                  | № в/ч                   | командир |
| 36-та окрема бригада морської піхоти ВМСУ - 1 ОБМП - 501 ОБМП - 503 ОБМП | 15.07.2015 1 липня 1993 р. 26 грудня 2013 р. 2015 р. | м. Миколаїв м. Миколаїв м. Бердянськ м. Маріуполь | А2802 А2777 А1965 А1275 | Полковник Д. Делятинський; Начальник штабу підполковник А. Гнатов (2016-2018) майор І. Попадюк п/п С. Баранченко майор В. Сухаревський |
| 137-й ОБМП                                                               | 10.2015 р.                                           | с. Дачне, Одеська обл.                            | А3821                   | Полковник Р. Клепченко (10.2015-2017); Майор А. Федічев (2017)                                                                         |

### 2018
| Назва підрозділу | Рік створення                                             | Місце дислокації                                                                                 | № в/ч                         | командир |
| Командування морської піхоти України | 03. 2018 р.                                               | м. Миколаїв                                                                                      |                               | Командувач МП генерал-майор Ю. Содоль (06.03.2018 р. – п.ч.); начальник штабу КМП, полк. Д. Делятинський                                                     |
| 36-та окрема бригада морської піхоти ВМСУ - 1 ОБМП - 501 ОБМП - 503 ОБМП | 15.07.2015 р. 01.07.1993 р. 26.12.2013 р. 2015 р. 2015 р. | м. Миколаїв м. Миколаїв м. Бердянськ м. Маріуполь м. Миколаїв                                    | А2802 А2777 А1965 А1275 А2802 | Полк. Д. Делятинський (15.07.2015 – 03.2018); Полк. А. Гнатов (03.2018 – п.ч.) Т.в.о. капітан С. Бова Полк. В. Пильник Майор В. Сухаревський Майор В. Сікоза |
| 137-й ОБМП | 10.2015 р.                                                | с. Дачне, Одеська обл.                                                                           | А3821                         | Майор А. Федічев (2017 – п.ч.) |
| 406 окрема артилерійська бригада - 64 окремий гарматний артилерійський дивізіон - 2-й окремий гарматний артилерійський дивізіон - окремий гарматний артилерійський дивізіон - окремий артилерійський дивізіон | 2015 р.                                                   | м. Миколаїв м. Білгород-Дністровський с. Дачне Одеська обл. смт Сарата Одеська обл. м. Бердянськ | А2062 А4217 А3687 А2611 А1804 | Полк. А. Шубін (2016 – п.ч.) |
| 32 окремий реактивний артилерійський полк | 31.03.2016 р.                                             | с. Алтестове, Одеська обл.                                                                       | А1325                         | Полк. О. Блануца (04.2016 – п.ч.) |